# Sarmizegetusa
Sarmizegetusa fue el más importante centro militar, religioso y político de los dacios. Erigida en lo más alto de un despeñadero de 1200 metros de altura, la fortaleza fue el núcleo del sistema defensivo estratégico de las montañas Orăştie, en Rumania, que comprendía seis ciudadelas.

## Descripción
La fortaleza, un cuadrilátero formado por enormes bloques de piedra (muro dacio), fue construida con cinco terrazas, en un área de casi 30.000 m².
Sarmizegetusa fue además un recinto sagrado. Es el más famoso e importante calendario-santuario circular de todos los grandes santuarios circulares y rectangulares de los dacios.
Los ciudadanos vivían alrededor de la fortaleza, al pie de la montaña en terrazas artificiales. La nobleza dacia disponía de suministro de agua, conducida a través de acueductos cerámicos del tipo cañería, en sus residencias. El inventario arqueológico hallado en el lugar muestra que la sociedad dacia tenía un alto nivel de vida.
Derrotadas las tropas romanas dirigidas por el general Cornelio Fusco por los dacios en 86 y 87, el Imperio romano firmó una paz por la cual se proporcionaron arquitectos e ingenieros romanos (o del Imperio romano) para la edificación de gran parte de la Sarmizegetusa dacia.
La capital dacia alcanzó su momento cumbre bajo Decébalo, el rey dacio que fue derrotado por el Imperio romano tras dos guerras, la del (101-102) y la del (105-106), dirigidas por el emperador Trajano. Tras la derrota de los dacios, los conquistadores establecieron una guarnición militar allí. Más tarde, la capital de la Dacia romana fue llamada Colonia Ulpia Traiana Augusta Dacica Sarmizegetusa, establecida a 40 km al suroeste de las ruinas de la antigua capital dacia: la ciudad romana fue establecida a orillas del río Apa Orasului; este nuevo asentamiento corresponde al de la actual Gradistea Muncelului.
Las seis fortalezas (Sarmizegetusa, Costești-Cetățuie,  Costești-Blidaru, Piatra Roşie, Bănița y Căpâlna) que formaban el sistema defensivo de Decébalo, fueron declaradas por la Unesco Patrimonio de la Humanidad en 1999.
Sarmizegetusa es también el nombre de un municipio de la actual Rumania, en la depresión Ţara Haţegului, en el condado de Hunedoara, donde las ruinas de la Colonia Ulpia Traiana Augusta Dacica Sarmizegetusa han sido localizadas.

## Galería

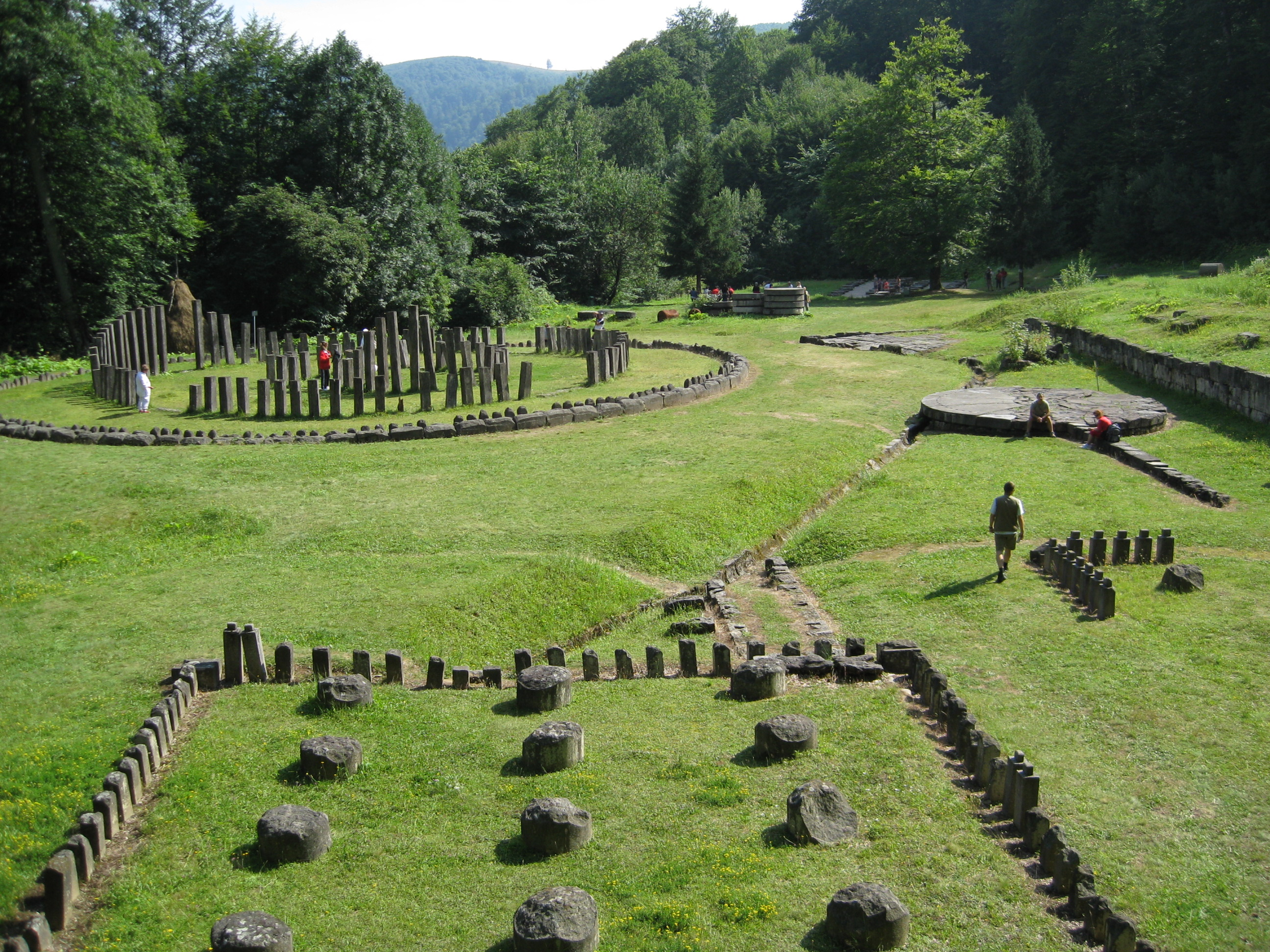
Santuarios de andesita
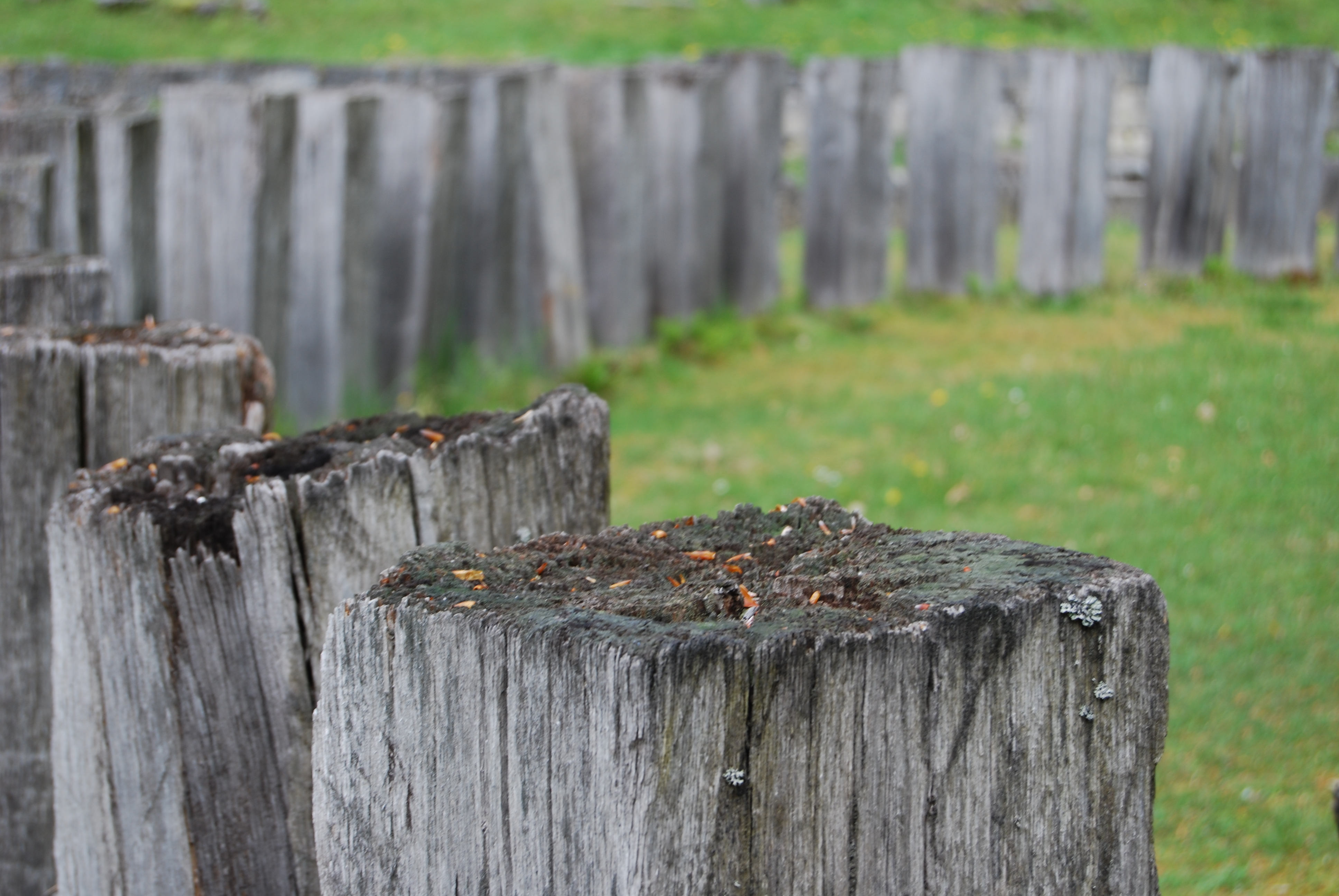
Pilastras de uno de los santuarios.
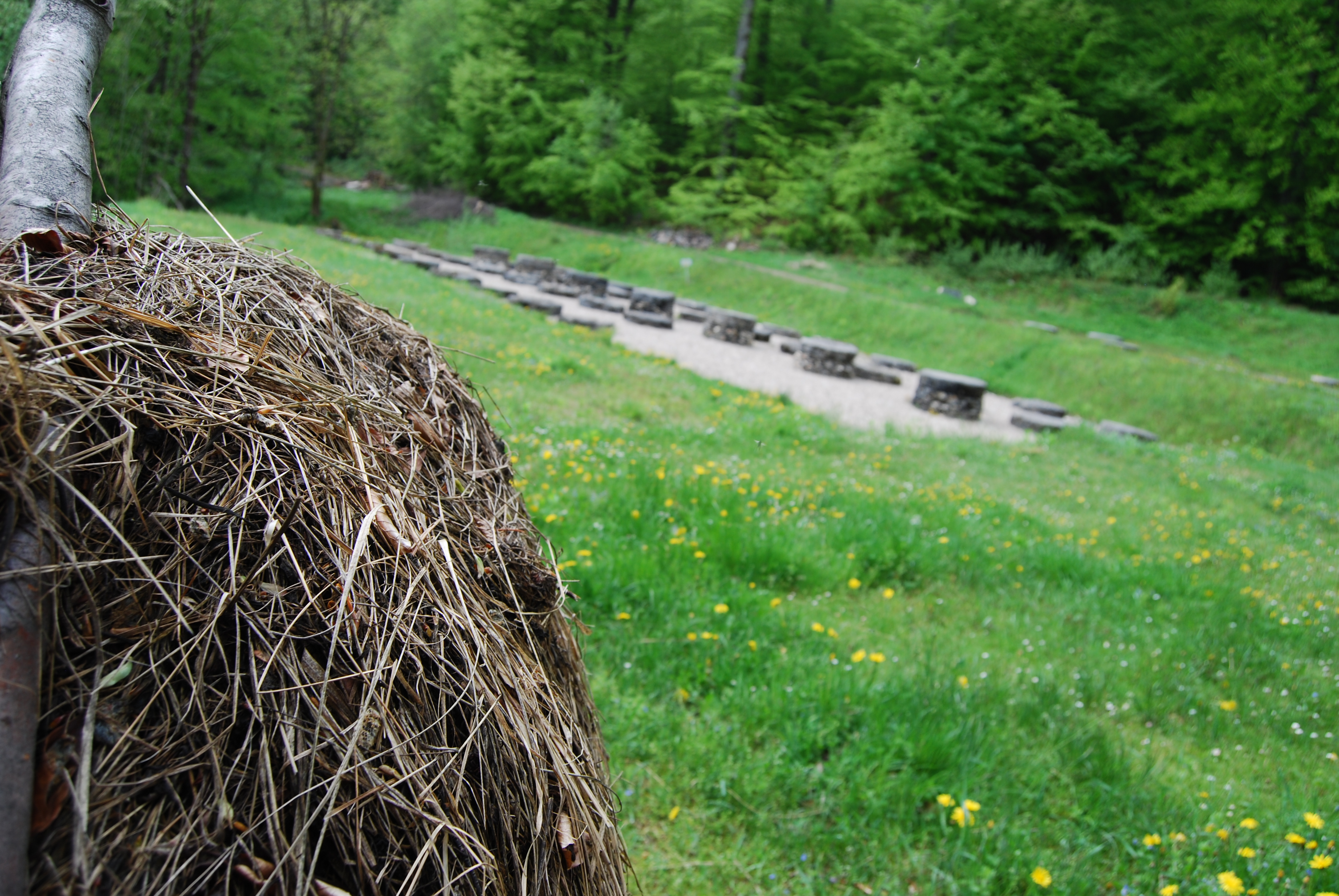
Gran santuario de caliza
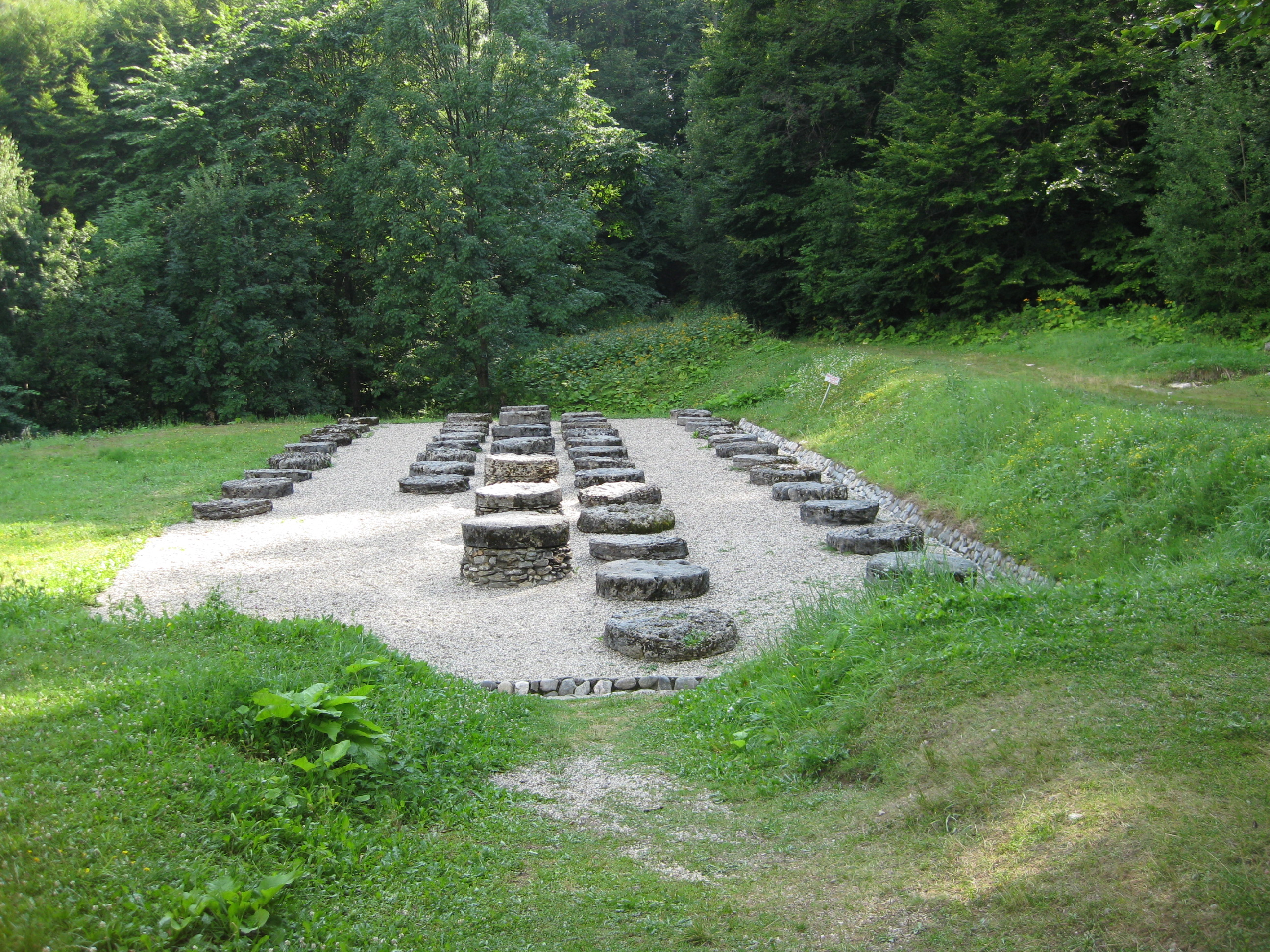
Gran santuario
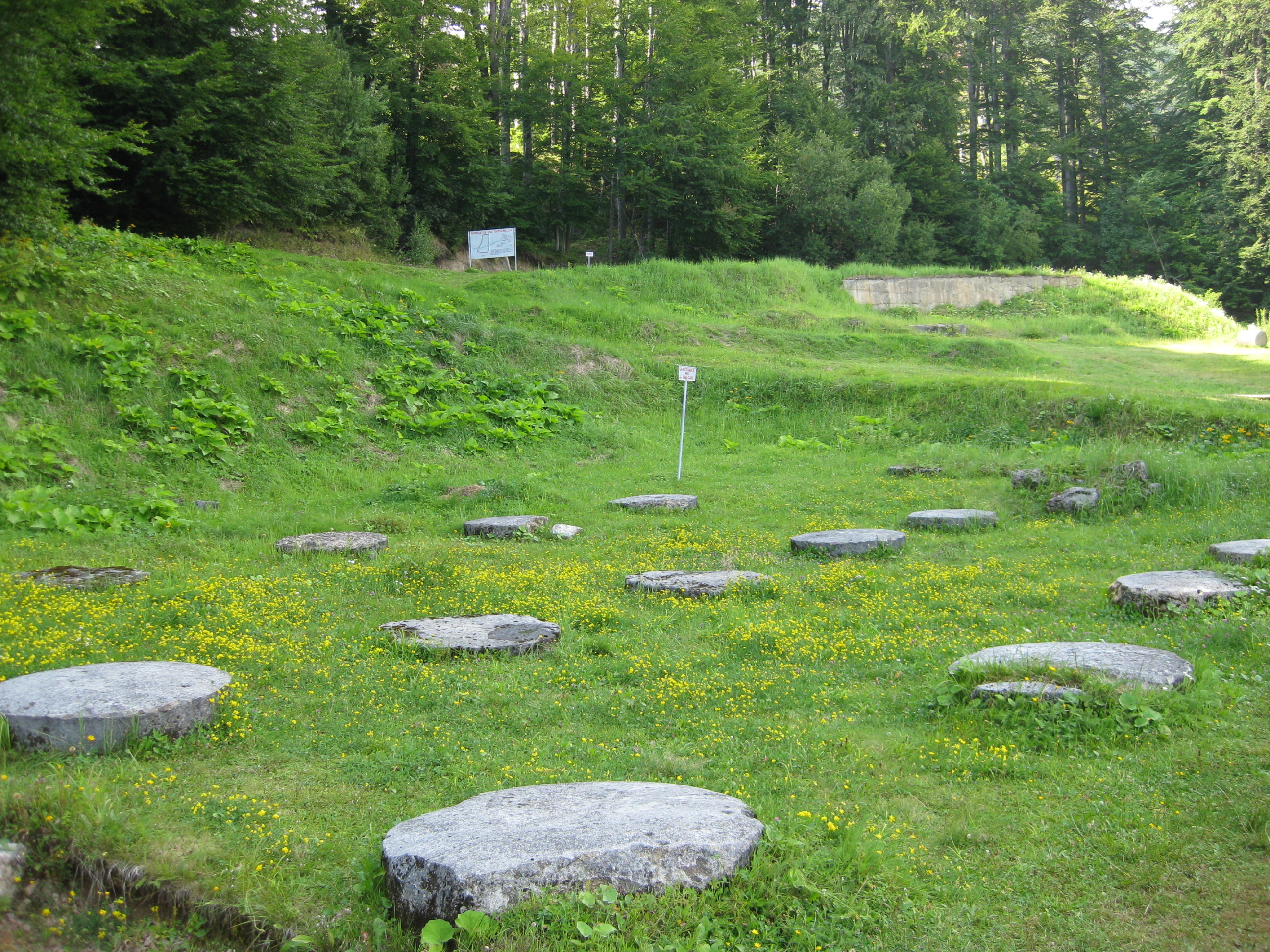
Pequeño santuario de caliza
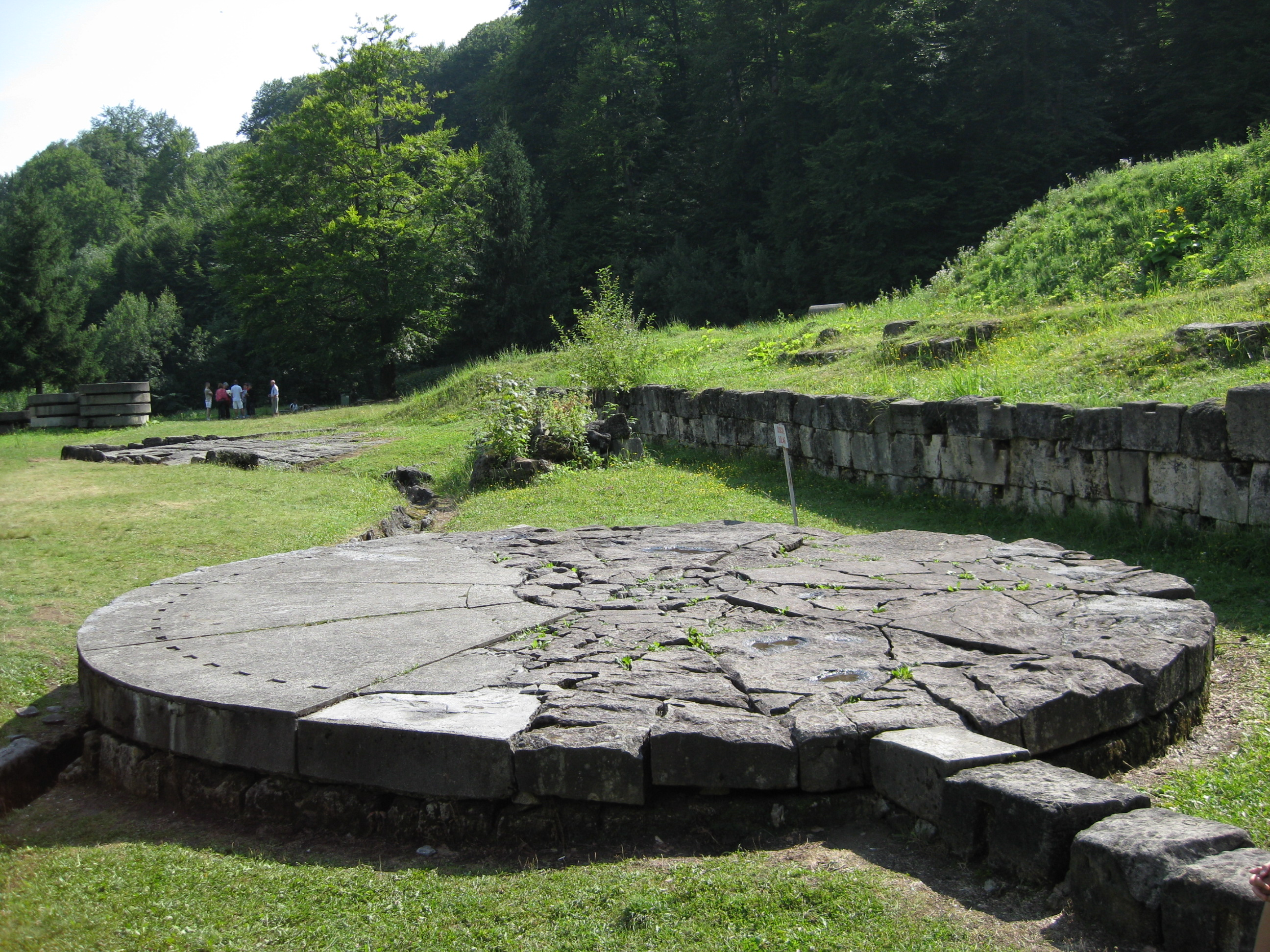
Disco solar
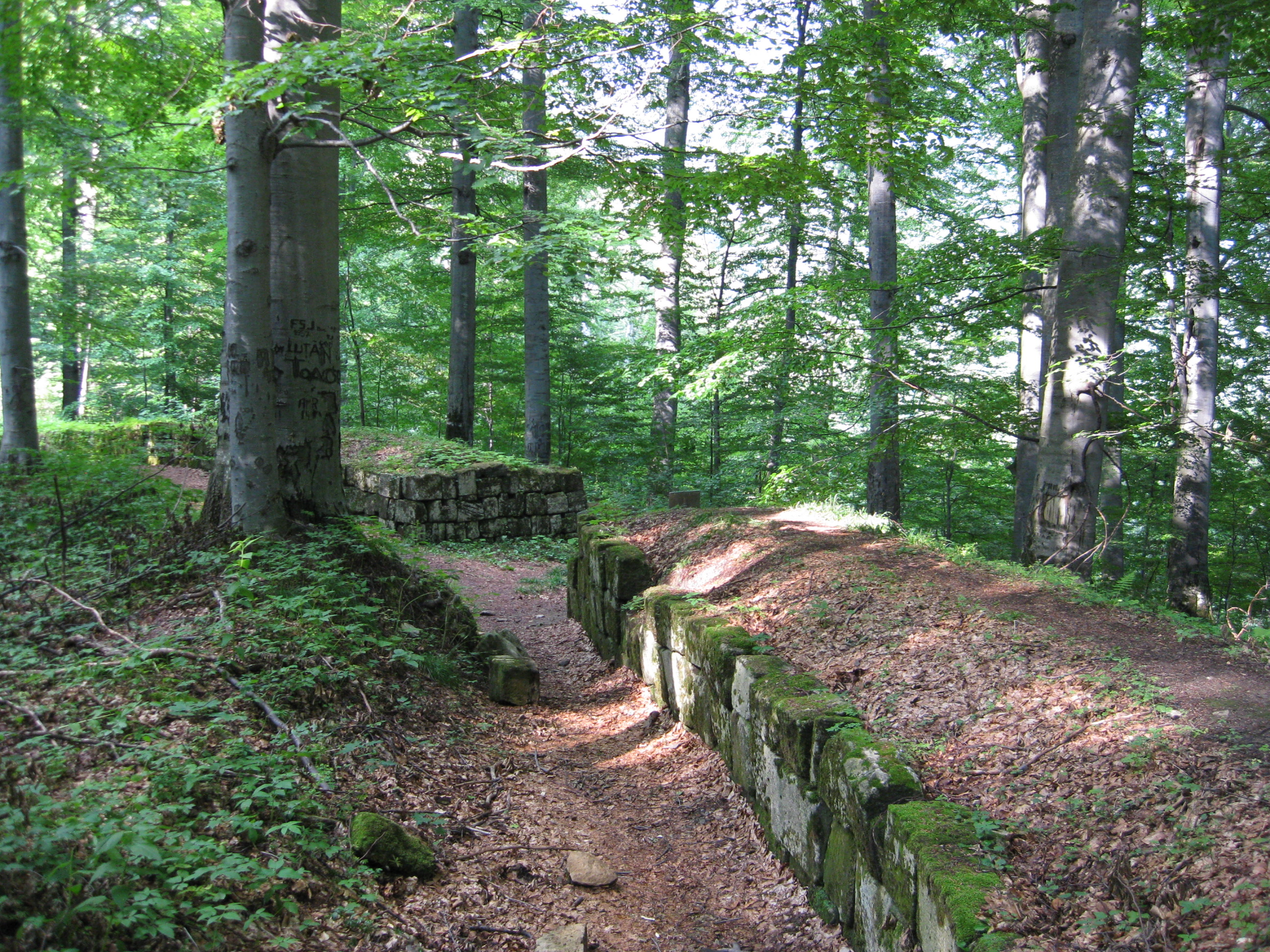
Muralla dacia
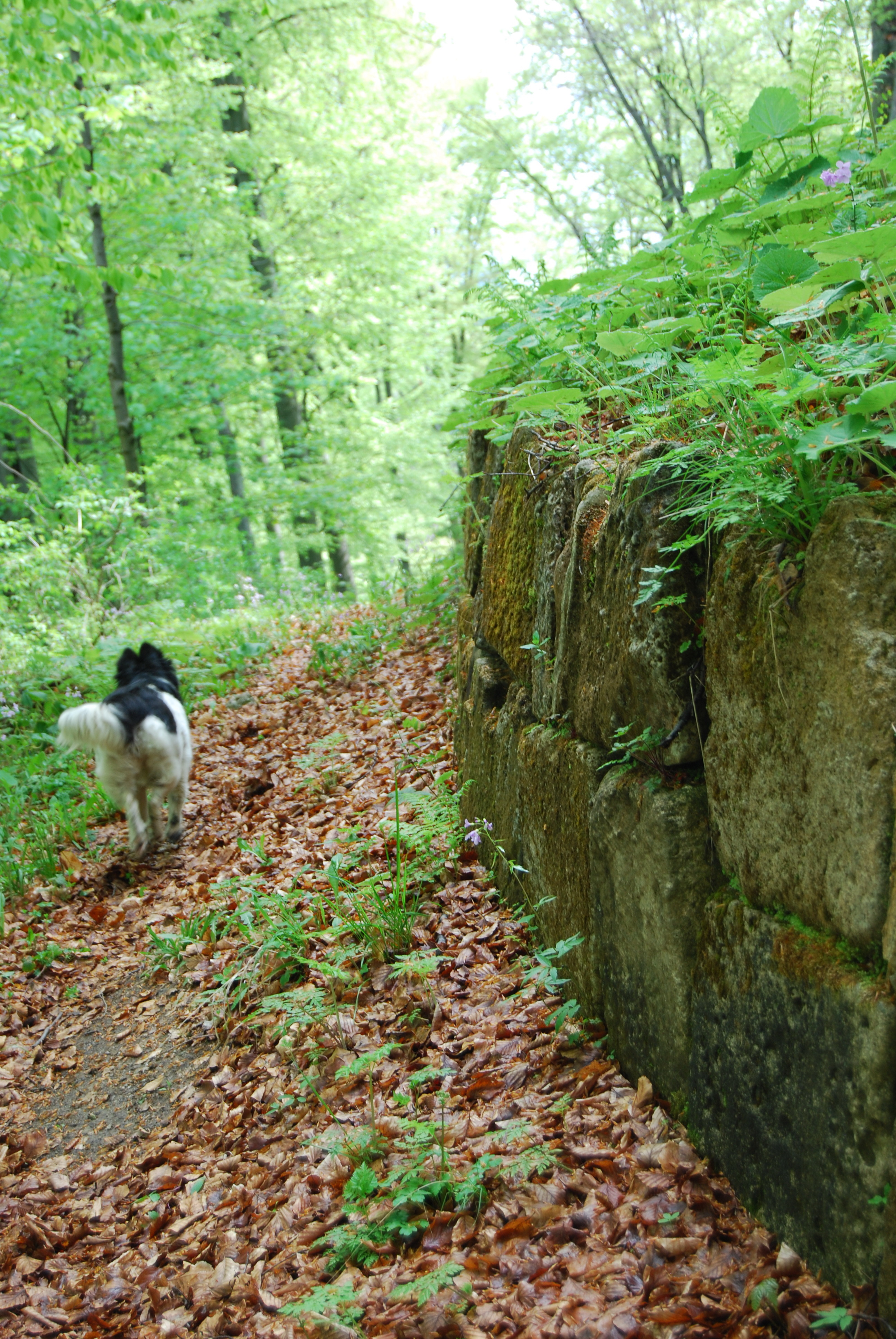
Restos de la muralla.
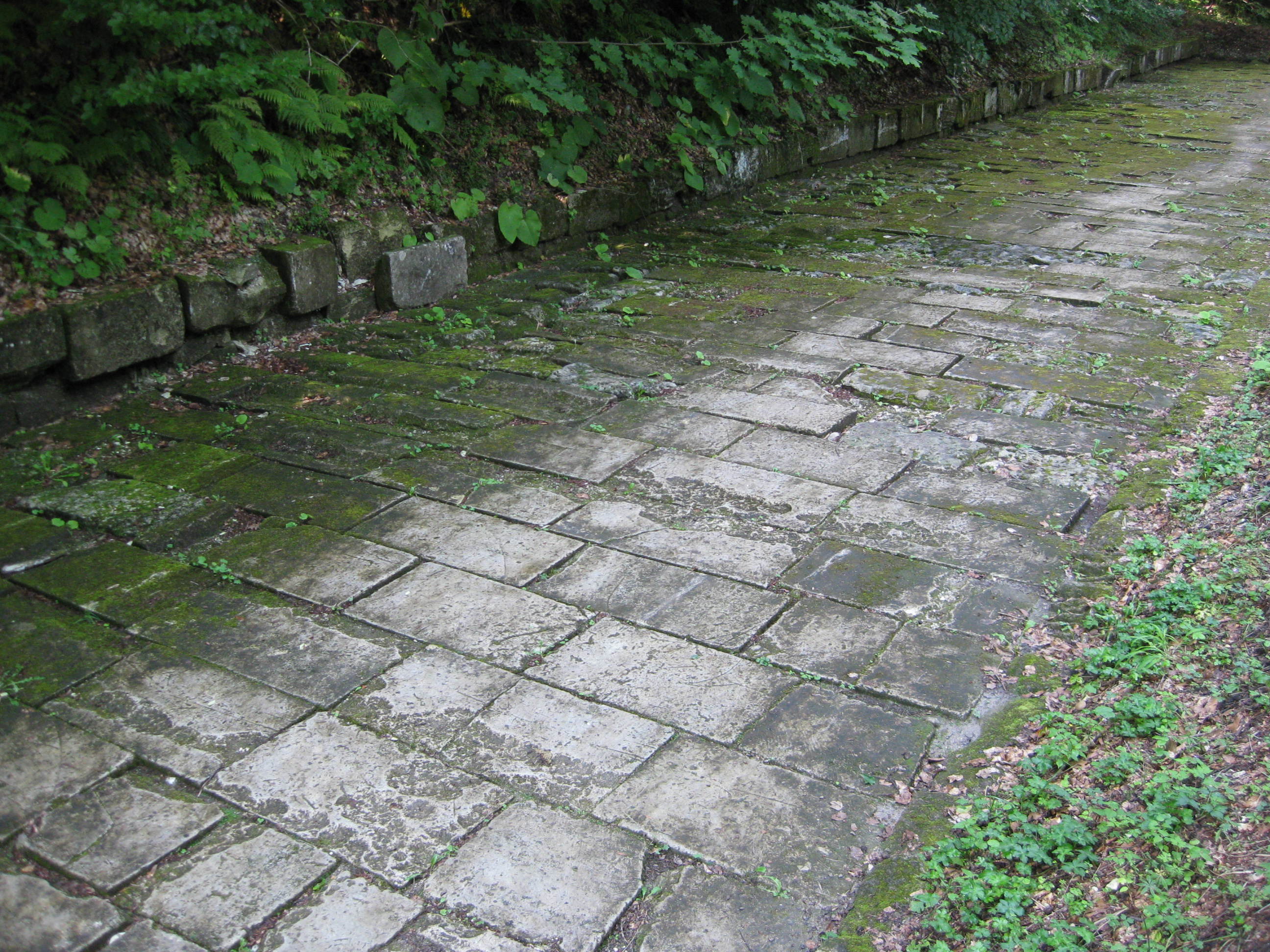
Calzada pavimentada